# Châu Nam Cực thuộc Argentina
Châu Nam Cực thuộc Argentina (tiếng Tây Ban Nha: Antártida Argentina or Sector Antártico Argentino) là một khu vực của châu Nam Cực được Argentina tuyên bố chủ quyền như một phần lãnh thổ quốc gia của mình. Nó bao gồm Bán đảo Nam Cực và một khu vực hình tam giác kéo dài đến Nam Cực, giới hạn trong các kinh tuyến 25° Tây và 74° Tây và vĩ tuyến 60° Nam. Vùng này chồng lấn với lãnh thổ ở Nam Cực của Anh và Chile. Tuyên bố chủ quyền ở Nam Cực của Argentina dựa trên sự hiện diện của nước này tại một căn cứ trên Đảo Laurie thuộc Quần đảo Nam Orkney từ năm 1904, cùng với sự gần gũi về địa lý của khu vực với lục địa Nam Mỹ và tuân theo Hiệp ước châu Nam Cực.
Về mặt hành chính, Châu Nam Cực thuộc Argentina là một vùng của tỉnh Tierra del Fuego, châu Nam Cực và Quần đảo Nam Đại Tây Dương. Chính quyền cấp tỉnh có trụ sở tại Ushuaia. Các hoạt động của Argentina ở châu Nam Cực do Viện Châu Nam Cực thuộc Argentina (Instituto Antártico Argentino, IAA) và Chương trình châu Nam Cực thuộc Argentina điều phối.
Cuộc thám hiểm lục địa của Argentina bắt đầu vào đầu thế kỷ 20. José María Sobral là người Argentina đầu tiên đặt chân lên Nam Cực vào năm 1902, nơi ông đã trải qua hai mùa với Đoàn thám hiểm Nam Cực Thụy Điển của Otto Nordenskiöld. Ngay sau đó, vào năm 1904, Căn cứ Thường trực Orcadas được thành lập. Nhiều năm sau, các căn cứ cố định và theo mùa khác được lập ra. Chuyến thám hiểm đầu tiên của người Argentina đến Nam Cực là Operación 90 vào năm 1965.
Diện tích khu vực ước tính là 1.461.597 km2 (564.326 dặm vuông Anh), trong đó 965.597 km2 (372.819 dặm vuông Anh) là đất liền. Lớp băng của thềm băng có độ dày trung bình 2 km. Nhiệt độ dao động từ 0 °C vào mùa hè đến -60 °C vào mùa đông, ngoài trừ một số điểm nhất định, nhiệt độ có thể giảm xuống thấp nhất là khoảng -82 °C.
Khu vực sử dụng múi giờ UTC-3 như ở lục địa Nam Mỹ.
Argentina có sáu trạm cố định và bảy trạm mùa hè ở Nam Cực.
Theo điều tra dân số quốc gia gần đây nhất của Argentina, vào tháng 10 năm 2010, Châu Nam Cực thuộc Argentina có 230 người (bao gồm 9 gia đình và 16 trẻ em) tại sáu căn cứ thường trú: 75 ở Marambio, 66 ở Esperanza, 33 ở Carlini, 20 ở San Martín, 19 ở Belgrano II và 17 ở Orcadas. Là một đơn vị hành chính chính thức của Argentina thuộc tỉnh Tierra del Fuego, cư dân có thể tham gia các cuộc tổng tuyển cử.